# 300 - L'alba di un impero
300 - L'alba di un impero (300: Rise of an Empire) è un film del 2014 diretto da Noam Murro.
Il film è una storia parallela a quella di 300 di Zack Snyder del 2007 ed è ispirato in parte al romanzo grafico Xerxes di Frank Miller.
I nuovi protagonisti sono Sullivan Stapleton e Eva Green nei ruoli dell'ateniese Temistocle e della regina Artemisia. La maggior parte della pellicola è incentrata sulle battaglie di Capo Artemisio e di Salamina, svoltasi la prima negli stessi tre giorni della battaglia delle Termopili, e la seconda un mese dopo. Inoltre il personaggio di Serse (interpretato nuovamente da Rodrigo Santoro) ha un ruolo più ampio rispetto al primo film: il secondo capitolo delinea il suo passato, la sua "trasformazione" da uomo a divinità in terra e i motivi che lo hanno spinto a dichiarare guerra alla Grecia.
Il film è stato distribuito nelle sale statunitensi, anche nel formato 3D e in IMAX, a partire dal 7 marzo 2014, mentre in Italia, invece, è stato anticipato di un giorno, vale a dire il 6 marzo. Le critiche alla pellicola sono state miste, ma in compenso il film ha ottenuto un buon incasso al botteghino, superando i 337 milioni di dollari.

## Trama
A Maratona, durante la prima guerra persiana, il soldato e stratega ateniese Temistocle riesce a guadagnarsi la gloria dell'esercito uccidendo il re persiano Dario I, padre di Serse I. La regina di Caria, Artemisia I, originaria della Grecia e alleata di Serse, convince quindi questi a prendersi la sua vendetta e lo manda poi a compiere un lungo e duro viaggio allo scopo di addestrarlo ad abbattere Temistocle. Alla fine, Serse trova in una caverna la fonte d'acqua che gli dona le sembianze di un dio-re, completamente diverso dal suo precedente aspetto e carattere.
Dieci anni dopo la battaglia di Maratona, Temistocle, ora generale dell'esercito ateniese, prende la decisione di recarsi a Sparta per chiedere aiuto alla regina Gorgo, moglie del re Leonida, in modo da sconfiggere una volta per tutte l'esercito persiano, ma la donna rifiuta e lo manda via. Temistocle è perciò costretto ad affrontare i persiani, comandati dalla stessa Artemisia, in mare aperto coi soli ateniesi. Grazie a un suo amico e alleato mandato sulle navi nemiche per scoprire i loro piani, Temistocle riesce a escogitare un piano che lo porta a due vittorie consecutive contro l'esercito e la flotta avversaria.
A questo punto, Artemisia è decisa ad avere Temistocle dalla sua parte e, dopo averlo invitato sulla propria nave, decide di concedersi a lui in cambio della sua fedeltà ai persiani. Il generale ateniese, però, non cede alle sue seduzioni e, nonostante abbia un rapporto sessuale con lei, non si sottopone al suo comando, aumentando la sete di vendetta che la donna da tempo nutre verso i greci. Questa sete di vendetta ebbe inizio quando i suoi genitori furono uccisi per mano degli opliti greci. In seguito, venne portata su una nave di schiavi e costretta ad avere rapporti sessuali con greci. La sua vita cambiò quando il migliore spadaccino persiano la vide mezza morta in una strada e la addestrò.
Il giorno successivo, Artemisia sfida i greci con una moltitudine di navi persiane e incendia la flotta greca, dando fuoco all'imbarcazione su cui si trovava Temistocle. Questi, tuttavia, riesce ugualmente a salvarsi. Nel frattempo, Leonida I, re di Sparta, viene ucciso durante la battaglia delle Termopili insieme ai suoi 300 soldati, per cui Temistocle ritorna nuovamente dalla regina Gorgo, distrutta per la morte del marito, a implorare il suo aiuto, ma, ancora una volta, ella rifiuta. Serse, passando a cavallo sul campo di battaglia, per vendicarsi dello sfregio subito decapita Leonida e porta la sua testa come trofeo ad Atene, mentre la città brucia. In seguito, si presenta a Temistocle il deforme soldato spartano Efialte, traditore della propria patria e ora in combutta con Serse, il quale gli annuncia che il suo re ha intenzione di chiedere la loro resa. Temistocle lo rimanda, però, indietro a dichiarare ancora una volta guerra ai persiani e, durante il colloquio tra Efialte e Serse, Artemisia scopre che il generale greco non è morto come lei credeva.
Temistocle prepara, quindi, le sue forze per l'ultima battaglia contro i persiani, nella quale ha uno scontro corpo a corpo con Artemisia. Alla fine del duello, Temistocle chiede alla donna di arrendersi di modo che abbia la vita salva, ma questa cerca invece di colpirlo con la spada; ciò comporterà la sua morte poiché verrà trafitta e uccisa. Arriva, infine, la flotta spartana, guidata dalla regina Gorgo al fianco del generale Delios, fedele alleato di Leonida, che dà un'inevitabile svolta alla battaglia.

## Produzione
A giugno 2008, i produttori del primo film Gianni Nunnari, Mark Canton e Bernie Goldmann annunciano l'idea di un sequel di 300. Durante la pre-produzione, il titolo della pellicola è stato 300 - Battle of Artemisia. Successivamente la pellicola è stata rinominata 300 - Rise of an Empire a settembre 2012.

### Regia
Zack Snyder era scettico sulla realizzazione di un sequel: «Vedendo la fine del primo film, con quasi tutti i personaggi principali morti, ho pensato che fosse finita lì». Frank Miller, che aveva scritto il fumetto 300 su cui Snyder si era basato per il suo omonimo film, annuncia contemporaneamente di stare scrivendo un nuovo fumetto basato stavolta sulla Battaglia di Capo Artemisio, svoltasi negli stessi giorni della battaglia delle Termopili. Il progetto di Miller entusiasma Snyder, che decide di approvare la lavorazione di un sequel di 300.
Troppo impegnato sul progetto L'uomo d'acciaio, Snyder rinuncia alla regia, ma rimane nel team in qualità di produttore e sceneggiatore. Il candidato per sostituire Snyder alla regia è stato, inizialmente, il co-sceneggiatore del film, Kurt Johnstad, ma poi viene scelto il regista esordiente Noam Murro. Murro, nonostante la sua inesperienza come regista cinematografico, rivela di aver imparato molto sulle coreografie delle scene d'azione e di essere più che qualificato per dirigere il sequel di 300.

### Sceneggiatura

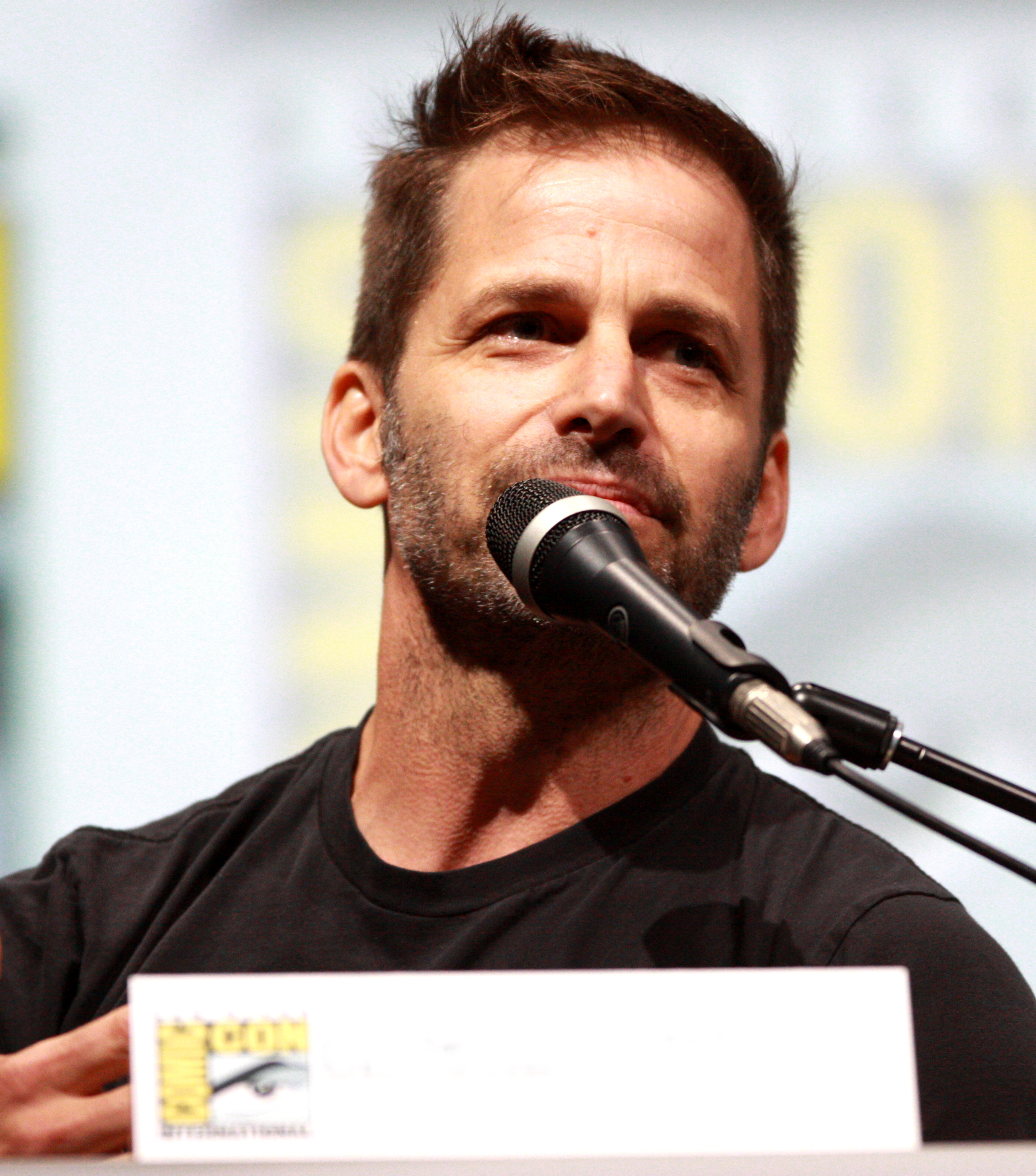
Zack Snyder è il produttore e lo sceneggiatore della pellicola.

La sceneggiatura, scritta da Snyder e Johnstad e ispirata al fumetto Xerxes di Miller, è stata concepita con l'intenzione di raccontare fatti precedenti, intermedi e successivi a quelli mostrati nel primo film 300. Murro ha spiegato: «L'idea è sempre stata quella di fare un film ambientato nello stesso intervallo di tempo del primo. Come se si stesse zoomando all'indietro per avere il quadro generale del tutto».
La sceneggiatura del film fa riferimento principalmente alla Battaglia di Capo Artemisio, svoltasi nello stesso intervallo di tempo della Battaglia delle Termopili. La pellicola di Murro, tuttavia, non si limita a raccontare solo gli avvenimenti della battaglia di Capo Artemisio, ma anche l'ascesa di Serse da uomo a divinità in terra. Questo aspetto è stato molto voluto dal regista, da Snyder e da Rodrigo Santoro, interprete del re persiano nel film.
Il film, tuttavia, non ha per protagonista l'iconico re persiano, bensì i personaggi di Temistocle e Artemisia. In merito a questi nuovi personaggi, Murro ha spiegato: «I nuovi personaggi qui sono Temistocle e Artemisia. Sono il cuore del film, sono loro a portarlo avanti. Non voglio rivelare nulla, ma tutto dipende davvero da loro. La presenza di Serse è ben tangibile, ma i protagonisti sono loro. Da un punto di vista tematico, però, ha una funzione fondamentale del lungometraggio».

### Casting

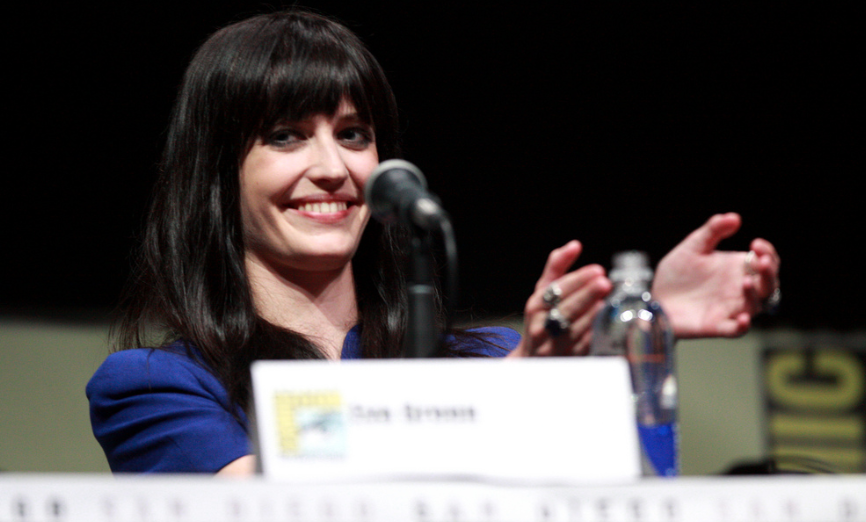
Eva Green è stata la prima attrice contattata dalla produzione

La prima attrice a entrare in trattative è Eva Green nel ruolo di Artemisia. L'attrice francese è stata l'unica scelta della produzione per il ruolo della fedele alleata di Serse. Sullivan Stapleton viene scelto per interpretare il protagonista Temistocle, dopo il declino di Joel Edgerton. Rodrigo Santoro e Lena Headey riprendono i ruoli di Serse e della Regina Gorgo. Santoro si è detto subito entusiasta all'idea di ritornare a interpretare il re persiano: «Ero felice, perché non avevo mai fatto niente di simile tornando su un personaggio che avevo già interpretato anni prima. Da un lato è lo stesso personaggio del primo film, ma dall'altro scopriamo molto sul suo passato in questo film». Come per il precedente 300, anche in questo film l'attore brasiliano si è dovuto sottoporre a molte ore di make-up e ha girato molte delle sue scene in una stanza in green-screen, senza avere alcuna interazione con il resto del cast, poiché Serse doveva comparire nel film come un uomo molto più alto del normale. L'attrice Lena Headey ha girato le sue scene in soli 10 giorni. Per i ruoli di Callisto ed Eschilo, compagni di battaglia di Temistocle, vengono contattati rispettivamente Jamie Blackley e Matt Smith. Al loro posto vengono assunti Jack O'Connell e Hans Matheson. Gerard Butler viene contattato dalla produzione per interpretare Leonida in un cameo, ma l'attore rifiuta.

### Riprese
Le riprese sono cominciate ufficialmente il 7 luglio 2012 presso gli studi Nu Boyana Film a Sofia, in Bulgaria, e si sono concluse il 12 ottobre 2012. La società Fractured FX, che aveva già collaborato con il produttore Zack Snyder sia per la Warner Bros. che per la Cruel Films, è stata incaricata di realizzare gli effetti speciali della pellicola. La troupe degli effetti speciali era composta da 50 persone, oltre a 5 operai. Tutte le scene ambientate sull'acqua sono state realizzate con il green screen, mentre le nuove tecnologie visive hanno permesso di migliorare l'aspetto di molti personaggi iconici del primo 300, come Serse e il gobbo Efialte. Nel film non compaiono creature mitologiche, diversamente da quanto visto nel primo 300, scelta necessaria per rendere la pellicola più realistica e meno basata sulla fantasia.

## Distribuzione
Il primo trailer del film è stato distribuito da Warner Bros. Pictures il 12 giugno 2013, a cui è seguito il successivo 14 agosto il trailer internazionale.
Il film doveva inizialmente essere distribuito nei cinema statunitensi a partire dal 2 agosto 2013, ma la data di uscita venne successivamente fissata a partire dal 7 marzo 2014. In Italia è stato distribuito dal 6 marzo 2014.
Nel resto del mondo, invece, il film è stato distribuito tra il 5 marzo e il 21 marzo. L'unica eccezione è stato il Giappone, in cui il film ha debuttato il 20 giugno 2014.

## Accoglienza

### Incassi
Il 6 marzo 2014 il film ha esordito in Italia e si è subito posizionato primo al box-office.
Il film ha raccolto 3 milioni di dollari nelle sole anteprime di giovedì negli USA, mentre il giorno seguente ha totalizzato complessivamente 17,7 milioni di dollari. Nel suo primo weekend statunitense, il film ha raccolto circa 45 milioni di dollari e con gli incassi esteri (87,8 milioni di dollari) ha totalizzato un incasso complessivo pari a 132 milioni.
Complessivamente, il film ha incassato 337580051 $ (di cui 106 580 051 in patria e 231 000 000 all'estero), a fronte di un budget di 110 milioni.

### Critica
Il film ha ricevuto critiche miste dalla critica internazionale. Da parte degli aggregatori di recensioni, 300: L'alba di un impero ha ottenuto un punteggio positivo di 47/100 per Metacritic (basato su 30 recensioni), e 42% (su 136 articoli) per Rotten Tomatoes. Criticato per il cambio di regia da Zack Snyder a Noam Murro e quello di attore protagonista da Gerard Butler a Sullivan Stapleton, il film è riuscito a ottenere alcune recensioni positive per l'apparato visivo, per le scene d'azione e per l'interpretazione di Eva Green nel ruolo della sadica e sensuale Artemisia I.

## Inesattezze storiche
Paul Cartledge, professore di Storia Greca all'Università di Cambridge ha notato alcune inesattezze storiche nel film:
- Dario non morì come rappresentato nel film, e né lui né Serse erano presenti alla battaglia di Maratona; inoltre al comando degli ateniesi c'era Milziade (non Temistocle), mentre al comando dei persiani erano Dati e Artaferne (non Serse né Dario).
- In generale la battaglia di Maratona non è descritta fedelmente, in quanto viene detto che i persiani vengono attaccati dai greci appena sbarcati (mentre i due eserciti attesero cinque giorni prima di battersi); inoltre, il comandante ateniese era Callimaco (Temistocle comandava il centro dell'esercito ateniese) e non viene menzionato Milziade, vero protagonista della battaglia. Il comandante persiano fu Dati, e non il re Dario. Oltretutto i greci brandiscono spade e asce, mentre a Maratona combattevano in falange con lunghe lance. Nel film, poi, la battaglia avviene sotto una fitta pioggia, mentre nessun resoconto storico accenna ad una giornata di maltempo.
- All'inizio del film viene detto che i greci erano stati attaccati dai persiani per "il loro amore per la libertà", non si fa quindi menzione della rivolta ionica e di come i greci avevano raso al suolo la città di Sardi. Come nel film precedente, i greci sono descritti come uomini liberi e democratici che non accettano la schiavitù persiana, quando in Persia la schiavitù era stata abolita da Ciro il Grande mentre in Grecia lo schiavismo era diffuso ed accettato, e la democrazia greca escludeva dai diritti civili e politici donne, nullatenenti e schiavi.
- La battaglia di Capo Artemisio sembra concludersi con una vittoria persiana, invece i greci si ritirarono senza problemi, dopo lo sfondamento persiano del fronte delle Termopili.
- Nella scena in cui i persiani saccheggiano Atene, si possono vedere chiaramente la distruzione e l'incendio del Partenone e l'abbattimento della colossale statua di Atena, mentre i soldati invasori tutt'intorno uccidono i cittadini; cose impossibili, poiché entrambi i monumenti furono eretti alcuni anni dopo i fatti narrati, e Atene era stata prontamente evacuata all'annuncio della disfatta delle Termopili.
- Artemisia era una regina mediorientale, non una schiava greca, non comandava l'intera flotta persiana ma una squadra di navi e sopravvisse alla battaglia di Salamina, ricevendo l'elogio del suo imperatore per il coraggio dimostrato; inoltre si dichiarò contraria ad attaccare i greci a Salamina (voleva offrire ai nemici una resa onorevole), mentre nel film non perde mai occasione di fomentare l'odio di Serse verso gli elleni.
- Non è vero che Sparta non voleva sostenere Atene nella lotta ai persiani, come sembrerebbe dai continui litigi tra Gorgo e Temistocle.
- Ovviamente non è vero che Serse divenne un dio o che si trasformò dopo aver trovato una fonte d'acqua magica. La sua caratterizzazione da spietato tiranno nel film riflette più gli stereotipi inculcati da scrittori greci come Erodoto che la realtà storica (Serse infatti è considerato da molti studiosi un buon governante ed un discreto stratega, infatti impedì ad Egitto e Babilonia di separarsi dall'Impero Persiano e la sua sconfitta nella guerra con la Grecia non intaccò minimamente il ruolo della Persia come potenza regionale).

## Casi mediatici
300: L'alba di un impero ha suscitato molte discussioni negli Stati Uniti per le sospette allusioni alla politica statunitense, come se si parlasse di una Sparta repubblicana, retta da un Leonida-Bush e di un'Atene democratica, guidata da Temistocle-Obama. Snyder, in merito a queste allusioni, ha replicato che non c'è nessun parallelismo intenzionale tra il film e il mondo odierno: «È vero me lo stanno chiedendo tutti, c'è stato perfino qualcuno che mi ha domandato se il film puntava a condannare l'operato di Bush. Non so, non erano questi gli obiettivi di partenza, ma, può essere vero che, mentre scrivevamo il copione, i nostri pensieri siano andati in quella direzione».